# 潮汕木屐

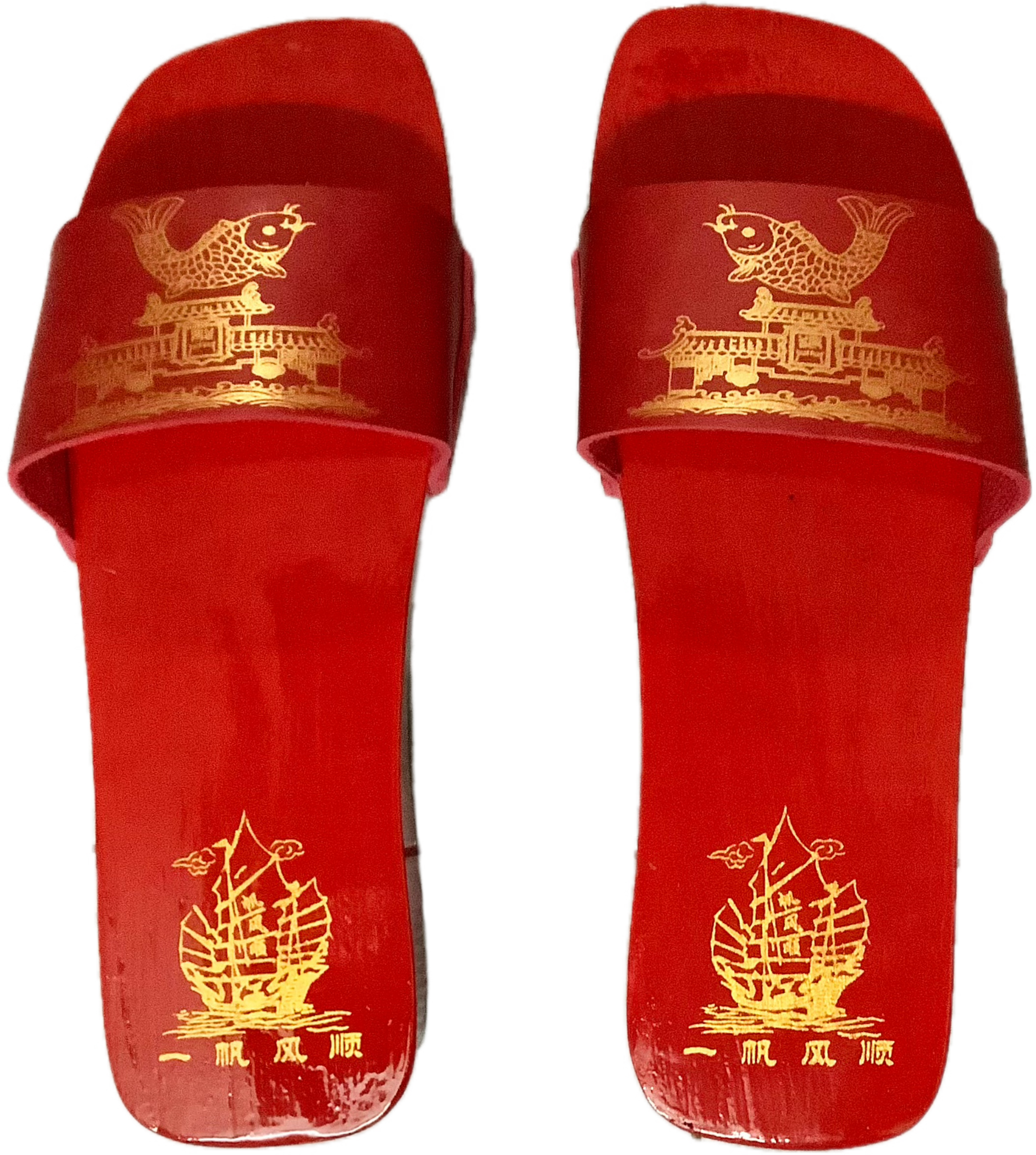
一双一字拖款式的潮汕木屐

潮汕木屐是潮汕地区的传统木屐，多用黄桑木、苦楝木制作，其特点轻、韧，其起源最早追溯到晋朝。潮汕木屐分为人字拖和一字拖款，大多涂成红色，一般鞋面上会有“一帆风顺”或“吉祥”字样，以及鲤鱼跃龙门、红头船等图案。
现今，潮汕木屐已逐渐淡出视野，市面上较少见；只在少数农村老人穿着以及传统仪式上使用。